# Scarus scaber
Scarus scaber е вид бодлоперка от семейство Scaridae. Видът не е застрашен от изчезване.

## Разпространение и местообитание
Разпространен е в Британска индоокеанска територия (Чагос), Джибути, Египет, Еритрея, Йемен, Израел, Индия (Андамански и Никобарски острови), Индонезия, Йордания, Кения, Кокосови острови, Коморски острови, Мавриций, Мадагаскар, Майот, Малдиви, Мианмар, Мозамбик, Оман, Реюнион, Саудитска Арабия, Сейшели, Сомалия, Судан, Тайланд, Танзания, Френски южни и антарктически територии (Нормандски острови), Шри Ланка и Южна Африка.
Обитава крайбрежията на океани, морета, заливи, лагуни и рифове. Среща се на дълбочина от 1 до 20 m, при температура на водата от 28 до 29 °C и соленост 33,8 – 34,6 ‰.

## Описание
На дължина достигат до 37 cm, а теглото им е не повече от 900 g.